# FR4
FR4あるいはFR-4は、Flame Retardant Type 4の略で、ガラス繊維の布にエポキシ樹脂をしみ込ませ熱硬化処理を施し板状にしたもので、難燃性と低導電率を両立した素材である。
このFR4の板を基材として、これに銅箔を貼付けたものが「ガラスエポキシ基板」で、プリント基板の材料として多用される。